# فهرست اعضای بانک جهانی
در زیر فهرستی از ۱۸۹ عضو بانک جهانی آمده است.

## کشورهای غیر عضو
کوزوو عضو سازمان ملل متحد نیست ولی در صندوق بین‌المللی پول و گروه بانک جهانی عضویت دارد. که هر دو از سازمان‌های تخصصی سازمان ملل متحد در نظام سازمان ملل متحد هستند. پنج عضو از اعضای سازمان ملل متحد عضو بانک جهانی نیستند: آندورا، کوبا، لیختن‌اشتاین، موناکو و کره شمالی. دو ناظر در سازمان ملل متحد، واتیکان و ایالت فلسطین، عضو بانک جهانی نیز نیستند. تایوان بزرگترین اقتصادی است که در بانک جهانی حضور ندارد و پس از آن هنگ کنگ در این گروه عضو نیست. دو عضو ناظر سازمان ملل متحد، واتیکان و فلسطین نیز عضو بانک جهانی نیستند.

## اعضای بانک جهانی
- افغانستان
- آلبانی
- الجزایر
- آنگولا
- آنتیگوآ و باربودا
- آرژانتین
- ارمنستان
- استرالیا
- اتریش
- جمهوری آذربایجان
- باهاما
- بحرین
- بنگلادش
- باربادوس
- بلاروس
- بلژیک
- بلیز
- بنین
- بوتان (کشور)
- بولیوی
- بوسنی و هرزگوین
- بوتسوانا
- برزیل
- برونئی
- بلغارستان
- بورکینافاسو
- بوروندی
- کامبوج
- کامرون
- کانادا
- کیپ ورد
- جمهوری آفریقای مرکزی
- چاد
- شیلی
- کلمبیا
- کومور
- جمهوری دموکراتیک کنگو
- جمهوری کنگو
- کاستاریکا
- ساحل عاج
- کرواسی
- قبرس
- جمهوری چک
- دانمارک
- جیبوتی
- دومینیکا
- جمهوری دومینیکن
- تیمور شرقی
- اکوادور
- مصر
- السالوادور
- گینه استوایی
- اریتره
- استونی
- اتیوپی
- فیجی
- فنلاند
- فرانسه
- گابن
- گامبیا
- گرجستان
- آلمان
- غنا
- یونان
- گرنادا
- گواتمالا
- گینه
- گینه بیسائو
- گویان
- هائیتی
- هندوراس
- مجارستان
- ایسلند
- هند
- اندونزی
- عراق
- جمهوری ایرلند
- اسرائیل
- ایتالیا
- جامائیکا
- ژاپن
- اردن
- قزاقستان
- کنیا
- کیریباتی
- کوزوو
- کویت
- قرقیزستان
- لائوس
- لتونی
- لبنان
- لسوتو
- لیبریا
- لیبی
- لیتوانی
- لوکزامبورگ
- مقدونیه شمالی
- ماداگاسکار
- مالاوی
- مالزی
- مالدیو
- مالی
- مالت
- جزایر مارشال
- موریتانی
- موریس
- مکزیک
- ایالات فدرال میکرونزی
- مولداوی
- مغولستان
- مونته‌نگرو
- مراکش
- موزامبیک
- میانمار
- نامیبیا
- نائورو
- نپال
- هلند
- نیوزیلند
- نیکاراگوئه
- نیجر
- نیجریه
- نروژ
- عمان
- پاکستان
- پالائو
- پاناما
- پاپوآ گینه نو
- پاراگوئه
- چین
- پرو
- فیلیپین
- لهستان
- پرتغال
- قطر
- رومانی
- روسیه
- رواندا
- سنت کیتس و نویس
- سنت لوسیا
- سنت وینسنت و گرنادین‌ها
- ساموآ
- سان مارینو
- سائوتومه و پرنسیپ
- عربستان سعودی
- سنگال
- صربستان
- سیشل
- سیرالئون
- سنگاپور
- اسلواکی
- اسلوونی
- جزایر سلیمان
- سومالی
- آفریقای جنوبی
- کره جنوبی
- سودان جنوبی
- اسپانیا
- سری‌لانکا
- سودان
- سورینام
- اسواتینی
- سوئد
- سوئیس
- سوریه
- تاجیکستان
- تانزانیا
- تایلند
- توگو
- تونگا
- ترینیداد و توباگو
- تونس
- ترکیه
- ترکمنستان
- تووالو
- اوگاندا
- اوکراین
- امارات متحده عربی
- بریتانیا
- ایالات متحده آمریکا
- اروگوئه
- ازبکستان
- وانواتو
- ونزوئلا
- ویتنام
- یمن
- زامبیا
- زیمبابوه